# Bataille de Formentera
Guerres austro-turques
La bataille de Formentara a lieu le 28 octobre 1529, lorsqu'une flotte ottomane sous les ordres de l’amiral turc Aydın Reis met en déroute une petite flotte espagnole composée de huit galères au large de l'île de Formentera, à proximité d'Ibiza.,
L'empereur habsbourg Charles V envoie une petite flotte espagnole composée de huit galères placées sous les ordres du commandant de la flotte de Castille, Rodrigo Portuondo, dans le but d'éliminer les navires barbaresques d'Alger commandés par Caccia Diavolo qui effectuent des raids sur les côtes de Valence et transportent des Morisques depuis l'Espagne vers l'Algérie.
Portuondo est tué lors de la bataille qui s'ensuit, sept de ses huit galères sont capturées et ses soldats sont emmenés comme esclaves vers la ville d'Alger, récemment conquise.